# Eresus solitarius
Espèce
Synonymes
- Eresus lautus Simon, 1873

Eresus solitarius est une espèce d'araignées aranéomorphes de la famille des Eresidae.

## Distribution
Cette espèce se rencontre dans le bassin méditerranéen.

## Description
Le mâle holotype mesure 7 mm.

## Publication originale
- Simon, 1873 : Aranéides nouveaux ou peu connus du midi de l'Europe. (2e mémoire). Mémoires de la Société royale des sciences de Liège, sér. 2, vol. 5, p. 187-351, réimprimé seul p. 1-174 (texte intégral).